# Резуттано
Резуттано (итал. Resuttano) — коммуна в Италии, располагается в регионе Сицилия, подчиняется административному центру Кальтаниссетта.
Население составляет 2467 человек, плотность населения составляет 65 чел./км². Занимает площадь 38 км². Почтовый индекс — 93010. Телефонный код — 0934.
В коммуне особо почитается Крест Господень, празднование 4 мая.